# Laura Valente
Laura Bortolotti (Milán, 3 de septiembre de 1963), conocida artísticamente como Laura Valente, es una cantante y compositora italiana, solista y entre 1990 y 1998 fue voz de Matia Bazar.

## Trayectoria artística

### Los inicios de solista 1984-1990
Después de haber aprendido a tocar la guitarra y haber ganado en 1981 junto con su amiga Silvia Meazza el concurso nacional de cantautores celebrado en Castellana Grotte con la canción  "Storia di un drogato" (canción dedicada a un niño víctima de las drogas), comenzó oficialmente su carrera como cantante participando en diversas grabaciones junto a otros artistas y proponiéndose como corista de algunas discográficas de Milán. Entre los primeros en descubrir a Laura Valente se encuentra Gianni Bella quien, en el álbum G.B. 2 (1984), realizada con Mogol, la presenta a dúo en "Disagio e Sudafricana". En 1984 firmó un contrato discográfico con Fonit Cetra. Pino Mango la conoció en 1983 y la eligió como corista para sus canciones "La massa indistinguibile" y "Mr. Noi", contenidas en el álbum Australia. Al año siguiente, Laura grabó su primer sencillo de 45 rpm, producido por Alberto Salerno, que contiene "Tempo di Blues" y la canción "Isole nella corrente". En 1985 presenta su primer LP "Tempo di blues", con música de Mango, arreglos de Mauro Paoluzzi y letras de Alberto Salerno. Posteriormente canta como corista en diversos discos hasta 1990, en 1987 graba el single "Blu notturno".

### Voz de Matia Bazar 1990-1998
Entre 1990 y 1998 pasa a formar parte de la banda Matia Bazar, tras dejar el grupo Antonella Ruggiero. El nombre de Laura Valente como nueva cantante fue sugerido por el histórico teclista de la banda, Piero Cassano. En junio de 1991, en Amsterdam, el "nuevo" conjunto Matia Bazar presenta la nueva formación, con Laura, que debuta en concierto ante más de 20.000 personas. Ese mismo año se publicó el primer disco del grupo con su voz, titulado "Anime pigre", donde se vislumbra un punto de inflexión respecto al género más mordaz y moderno. Entre las canciones contenidas en el disco destaca "Si può ricominciare", con un estilo moderno y rockero.
En 1992 el grupo participó por sexta vez en el Festival de San Remo con la canción "Piccoli giganti", canción que resultó un gran éxito y fue incluida como inédita en la antología "Tutto il mondo" de Matia Bazar. En el verano del mismo año el grupo participó en el Festivalbar, donde presentó "Piccoli giganti" y en el Cantagiro, donde interpretó "Ti sento" y "Piccoli giganti".
En el mismo año Valente escribió la canción "Morbide Macchine" para Faust'O, incluida en el álbum "Cambiano le cose". El 20 de octubre de 1992 participó junto a su compañero de vida Mango en el programa "Partita Doppia", donde juntos interpretaron a dúo "Pensieri e parole", rindiendo homenaje a su colega Lucio Battisti. En 1993 participó nuevamente en el Festival de San Remo con la canción "Dedicato a te". Se publica el álbum "Dove le canzoni si avverano", que, además de la canción de San Remo, contiene "Svegli nella notte", que se presentó con éxito en el Festivalbar y en el Canzoniere dell'estate. En el mismo período la banda participa en algunos escenarios del Cantagiro.
También en 1993 con el grupo MB participó en Innocenti evasioni, álbum homenaje a Lucio Battisti, interpretando la canción de este último "Con il nastro rosa" y en "Pensieri e parole" en la que hizo un dueto con su marido Mango. Finalmente, Laura está presente como cantante junto a Mango y Luca Carboni en la canción "Bianche raffiche di vita", incluida en el álbum "Voci 2" de Mario Lavezzi. Durante el otoño con el grupo Matia Bazar participa en el Festival Italiano, presentado por Mike Bongiorno, cantando "L'amore non fini mai", lo que revela la madurez interpretativa de Valente y la banda. Al final de la larga gira de verano de 1993, el guitarrista Carlo Marrale se despidió de dieciocho años y dejó la banda para dedicarse a una carrera en solitario. Por primera vez, la formación de Matia Bazar, que desde sus inicios era un quinteto, pasa a ser un cuarteto.
El 22 de noviembre de 1995, tras una pausa de dos años debido a la maternidad de Laura Valente, en el "Propaganda" de Milán, el grupo Matia Bazar celebró veinte años de carrera con la publicación de Radiomatia, una antología que contiene el inédito "La scuola dei serpenti", versión de la canción "You're the Voice", un éxito de 1986 del cantante australiano John Farnham, entre otras canciones. El 9 de mayo de 1997 se lanzó el disco "Benvenuti a Sausalito", dedicado al pueblo californiano que fue símbolo de la época hippie; Con este último trabajo el grupo vuelve a experimentar con sonidos refinados y rockeros después de años de pop tradicional. El 9 de julio de 1998 falleció Aldo Stellita, bajista, autor de todas las letras y primero de los fundadores del grupo. La desaparición de Aldo, considerado por muchos el líder, el alma de Matia Bazar, inevitablemente molesta al resto del grupo, Giancarlo Golzi es el único que quiere continuar, Laura y Sergio Cossu, en cambio, no; de hecho abandonan la banda, abandonos que marcan el fin de la primera era de Matia Bazar, que comenzó en 1975 y terminó con el fallecimiento de Aldo Stellita. Tras dejar el grupo Laura Valente se retira temporalmente del panorama musical, dedicándose a su vida privada.

### Vuelta a los años de solista
En 1999, Laura grabó los coros de "Io nascerò", el éxito de 1986 de Loretta Goggi escrito por Mango, cuya versión con la participación de Laura se incluyó en el álbum "Visto Cosi". En 2000 participó en la banda sonora de la película para televisión Padre Pio (con Sergio Castellitto, dirección Carlo Carlei). Después de cuatro años, Laura regresa al estudio de grabación, como solista, con su evocadora interpretación de "Wuthering Heights" (Cumbres borrascosas), el éxito de Kate Bush, en la versión remezclada por Conte. El sencillo contiene cinco versiones de remezclas diferentes. En 2005 interpretó a dúo la canción "Il decembre degli aranci", incluida en "Ti amo così" de Mango. En la tercera noche del Festival de San Remo, el 1 de marzo de 2007, participó a dúo en la canción "Chissà se nevica" de su marido Mango.
En 2009 cantó, junto a otros 70 artistas, en el doble álbum de Claudio Baglioni, Q.P.G.A., en la canción  "Io ti prendo come mia sposa". En el verano de 2010 formó parte, con su marido Mango y Angelo Branduardi, de la ópera sacra sobre las agujas de la catedral de Milán, Everyman: meditazione fra cielo e terra sulla condizione umana, dirigida por Maurizio Fabrizio.
El 23 de octubre de 2011, debutó en el Casino Nobile de Villa Torlonia con el espectáculo teatral "Casta Diva", homenaje a Maria Callas, en el que interpretó arias de La Divina, con Alessandro Sena y Andre Delaroche. El 30 de noviembre de 2012 actuó en el Mercado de Pescado de Padua en una velada dedicada a su amigo Aldo Stellita, titulada "Regreso a Sausalito", reuniéndose con Sergio Cossu, Giorgio Pavan, Carlo De Bei y con la participación de su hijo Filippo en la batería, para interpretar en vivo el último trabajo discográfico creado junto a Matia Bazar. En 2014, nuevamente con Alessandro Sena y Andre Delaroche, estuvo en el teatro Ambra de Roma con  Pensiero stupendo - Omaggio ai favolosi Anni '70 (Homenaje a los fabulosos años 70), en la que también participó su hija Angelina Mango.
Fue invitada por Carlo Conti al Festival de Sanremo 2016, como miembro del Jurado de Calidad. En mayo del mismo año regresó al teatro, junto a Yasmin Sannino, con una obra evocadora, titulada "Istanbul-Ad ovest della Moschea Blu" (Estambul-Oeste de la Mezquita Azul), escrita y dirigida por Sena. En noviembre de 2022 actuó en el Blue Note de Milán, durante una velada benéfica organizada por la Fondazione Rava, en la que actuó con Paolo Fresu y Rita Marcotulli.

## Discografía

### Como solista

#### Discos de estudio
- 1985 - Tempo di Blues

#### Sencillos
- 1985 - Tempo di Blues/ Isole nella corrente
- 1988 - Blu Notturno / Blu Notturno (versione II)
- 2004 - Wuthering Heights
- 2010 - Yo soy Callas

### Con Matia Bazar

#### Discos de estudio
- 1991 - Anime pigre
- 1993 - Dove le canzoni si avverano
- 1995 - Radiomatia
- 1997 - Benvenuti a Sausalito